# Placówka Straży Granicznej II linii „Rybnik”
Placówka Straży Granicznej II linii „Rybnik” – jednostka organizacyjna Straży Granicznej pełniąca służbę ochronną na granicy polsko-niemieckiej w okresie międzywojennym.

## Formowanie i zmiany organizacyjne
Rozporządzeniem Prezydenta Rzeczypospolitej Polskiej Ignacego Mościckiego z 22 marca 1928 roku, do ochrony północnej, zachodniej i południowej granicy państwa, a w szczególności do ich ochrony celnej, powoływano z dniem 2 kwietnia 1928 roku  Straż Graniczną.
Rozkazem nr 4 z 30 kwietnia 1928 roku w sprawie organizacji Śląskiego Inspektoratu Okręgowego dowódca Straży Granicznej gen. bryg. Stefan Pasławski określił strukturę organizacyjną komisariatu SG „Rybnik”. Placówka Straży Granicznej II linii „Rybnik” znalazła się w jego strukturze.
Placówka była bezpośrednio podporządkowana oficerowi wywiadowczemu IG „Rybnik”, a ewidencyjnie i gospodarczo należała do komisariatu SG „Rybnik”. Placówce podporządkowano w 1931 roku posterunki wywiadowcze „Orzesze”, „Żory”, „Rudyłkowy” i „Wodzisław”.

## Kierownicy/dowódcy placówki
| stopień | imię i nazwisko     | okres pełnienia służby | kolejne stanowisko |
| ------- | ------------------- | ---------------------- | ------------------ |
| przod.  | Franciszek Wysłucha | był w 1935             |                    |